# Bethlehem Steel
Bethlehem Steel (рус. «Бе́тлехем стил») — американская сталелитейная компания, существовавшая в период 1857—2003 годов, базировавшаяся в Бетлехеме (штат Пенсильвания) и занимавшая второе место в металлургической промышленности США (после U. S. Steel). Также являлась одной из крупнейших судостроительных компаний мира (см. Bethlehem Shipbuilding). В 1997 году компания свернула свои кораблестроительные мощности, сосредоточившись на чёрной металлургии. Вела проекты по новым материалам и покрытиям (алюминий, цинк, магний, титан), в частности разработала и запатентовала перспективный панельный материал с высокими антикоррозионными свойствами — алюцинк.
Ключевую роль в развитии компании сыграл Чарльз Майкл Шваб.
Наибольшего развития компания достигала в конце 1950-х годов, когда промышленность Германии и Японии лежала в руинах. Компанией выплавлялось 23 млн тонн стали в год. В 1957 году оборот компании составил $2,60 млрд, её активы — $2,26 млрд. Численность работников составила — 167 тыс. человек. Чистая прибыль — $191 млн.
В 1958 году президент компании Артур Гомер (англ. Arthur B. Homer) стал наиболее высокооплачиваемым менеджером в стране. В 1962—1964 годах в Бернс-Харборе (англ., штат Индиана) компания построила свой крупнейший завод.
В декабре 1977 года в районе Южной Африки произошло столкновение двух супертанкеров компании («Венойл» и «Венпет»), ставшим самым крупным в истории.
В 2001 году компания обанкротилась и в 2003 году была продана компании International Steel Group, которая позднее объединилась с индийской корпорацией Mittal Steel.